# Діброва (Сумський район)
Діброва — село в Україні, у Миколаївській сільській громаді Сумського району Сумської області. Населення становить 68 осіб. До 2016 орган місцевого самоврядування — Яструбинська сільська рада.

## Географія
Село Діброва знаходиться на березі річки Крига, вище за течією на відстані 1,5 км розташоване село Бондарівщина, нижче за течією на відстані 2,5 км розташоване село Річки. По селу протікає пересихаючий струмок з греблею.

## Історія
До 2016 року село носило назву Фрунзенка.
12 червня 2020 року, відповідно до розпорядження Кабінету Міністрів України № 723-р «Про визначення адміністративних центрів та затвердження територій територіальних громад Сумської області», село увійшло до складу Миколаївської сільської громади.
19 липня 2020 року, в результаті адміністративно-територіальної реформи та ліквідації Сумського району(1923—2020), увійшло до складу новоутвореного Сумського району.